# Franco Coria
Franco Coria (8 de julio de 1988, Los Toldos, Buenos Aires, Argentina) es un futbolista de Argentina. Juega como marcador central y su primer equipo fue Chacarita Juniors. Se desempeñó en Blooming de la Primera División de Bolivia.
Hoy en día juega en la liga de Santa Fe, en el federal A, en el club Las Parejas. 

## Clubes
| Club                      | País           | Año         | PJ | Goles |
| ------------------------- | -------------- | ----------- | -- | ----- |
| Chacarita Juniors         | Argentina      | 2007 - 2010 | 15 | 0     |
| New England Revolution    | Estados Unidos | 2011        | 27 | 1     |
| Colegiales                | Argentina      | 2012        | 5  | 0     |
| Sarmiento de Junín        | Argentina      | 2012 - 2015 | 68 | 0     |
| Crucero del Norte         | Argentina      | 2016        | 21 | 1     |
| Douglas Haig de Pergamino | Argentina      | 2016 - 2017 | 29 | 0     |
| Blooming                  | Bolivia        | 2017 - 2018 | 35 | 0     |
| Cipolletti                | Argentina      | 2018        | 21 | 0     |
| Instituto                 | Argentina      | 2018 - 2019 | 6  | 0     |